# Sông Lena
Sông Lena (tiếng Nga: Лена) là một con sông ở miền đông Siberia của nước Nga. Nó là con sông dài thứ 11 trên thế giới, đứng thứ 7 khi tính theo diện tích lưu vực và là con sông dài nhất thế giới hoàn toàn chảy trong vùng băng giá vĩnh cửu. Nhìn chung, nó chảy trong lãnh thổ Cộng hòa Sakha (Yakutia), một phần các chi lưu của nó chảy trên lãnh thổ các tỉnh Irkutsk và Chita và Cộng hòa Buryatia. Tổng chiều dài của sông Lena là khoảng 4.400 km (2.800 dặm). Lưu vực sông Lena ước đạt  2.500.000 km². Vàng sa khoáng được tìm thấy trong cát của các sông Vitim và Olyokma, còn ngà voi ma mút đã được tìm thấy ở khu vực đồng bằng châu thổ.
lịch sử
Theo những câu chuyện dân gian có liên quan một thế kỷ sau, vào những năm 1620–1623, một nhóm thợ săn lông thú người Nga dưới sự lãnh đạo của Demid Pyanda đã đi thuyền lên Nizhnyaya Tunguska, phát hiện ra sông Lena

## Đặc điểm

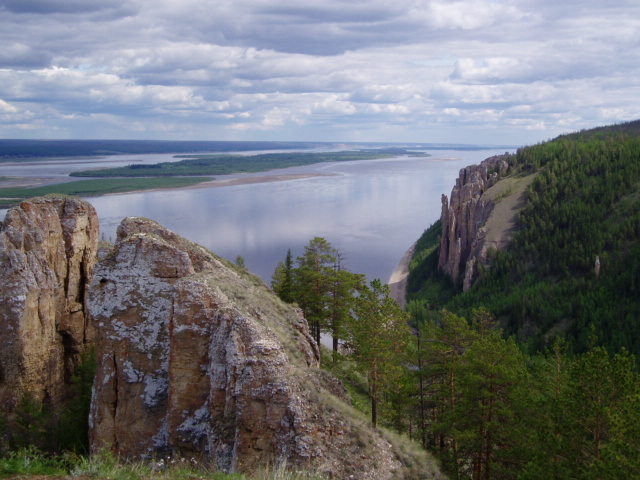
Công viên cột thiên nhiên Lena bên bờ sông Lena.

Bắt nguồn từ một đầm lầy ở độ cao khoảng 1.640 m tại khu vực dãy núi Baikal, miền nam cao nguyên Trung Siberi, khoảng 20 km về phía tây hồ Baikal, sông Lena chảy theo hướng đông bắc, tiếp nhận nước của sông Kirenga và sông Vitim. Phần thượng nguồn sông Lena (tới cửa sông Vitim), nghĩa là khoảng 1/3 chiều dài của nó, nằm trong khu vực miền núi ven hồ Baikal.
Phần trung lưu của nó là đoạn nằm giữa hai cửa sông Vitim và Aldan, dài 1.415 km. Tiếp nhận nước từ sông Vitim, Lena chuyển thành một con sông lớn nhiều nước. Độ sâu đạt tới 10–12 m, lòng sông được mở rộng ra và trong đó xuất hiện nhiều hòn đảo. Các thung lũng triền sông mở rộng tới 20–30 km nhưng không cân đối. Bờ tả ngạn thoai thoải hơn còn bờ hữu ngạn là rìa phía bắc của sơn nguyên Patomskoye thì dốc và cao hơn. Ở cả hai bờ là những cánh rừng cây lá kim dày dặc, chỉ đôi khi bị thay thế bằng đồng cỏ. Từ sông Olyokma tới sông Aldan thì sông Lena không có thêm một chi lưu quan trọng nào. Trên khoảng cách 500 km, sông Lena chảy trong thung lũng sâu và hẹp, bị cắt trong núi đá vôi. Phía dưới làng Pokrovsk diễn ra sự mở rộng đột ngột của thung lũng sông Lena. Dòng chảy chậm lại đáng kể, không ở đâu vượt quá 1,3 m/s, với phần lớn chỉ đạt 0,5-0,7 m/s. Chỉ có các bãi bồi có chiều rộng 5–7 km, đôi chỗ tới 15 km, còn toàn bộ thung lũng có chiều rộng trên 20 km. Từ Yakutsk nó chảy trong khu vực đồng bằng, sau khi tiếp nhận thêm nước từ sông Olyokma và chảy về phía bắc cho đến khi nhận thêm nước từ chi lưu hữu ngạn là sông Aldan.
Phía dưới Yakutsk, sông Lena tiếp nhận nước từ hai chi lưu chính là sông Aldan và sông Viljyi. Đến đây thì nó đã là luồng chảy khổng lồ nhiều nước; thậm chí ở những chỗ chỉ có một lòng sông thì chiều rộng đã lên tới 10 km, độ sâu trên 16–20 m, còn những chỗ có nhiều đảo thì chiều rộng lên tới 20–30 km. Hai bên bờ sông có khí hậu lạnh giá và gần như không có người ở. Các điểm dân cư cực kỳ thưa thớt.
Ở hạ lưu, lưu vực sông Lena rất hẹp: từ phía đông là các nhánh núi của dãy Verkhoyansk hình thành đường chia nước của sông Lena và sông Yana, còn từ phía tây là vùng đất cao nhỏ bé của cao nguyên Trung Siberi, phân chia lưu vực sông Lena với sông Olenek. Phía dưới làng Bulun, lòng sông bị ép lại bởi các dãy núi Kharaulakh từ phía đông và Chekanov từ phía tây.
Dãy núi Verkhoyansk uốn nó theo hướng tây bắc; và sau khi tiếp nhận thêm nước từ chi lưu tả ngạn quan trọng nhất là sông Viljui thì nó chảy gần như là theo hướng bắc tới biển Laptev, một bộ phận của Bắc Băng Dương, đổ vào phía tây nam của quần đảo NovoSiberi.

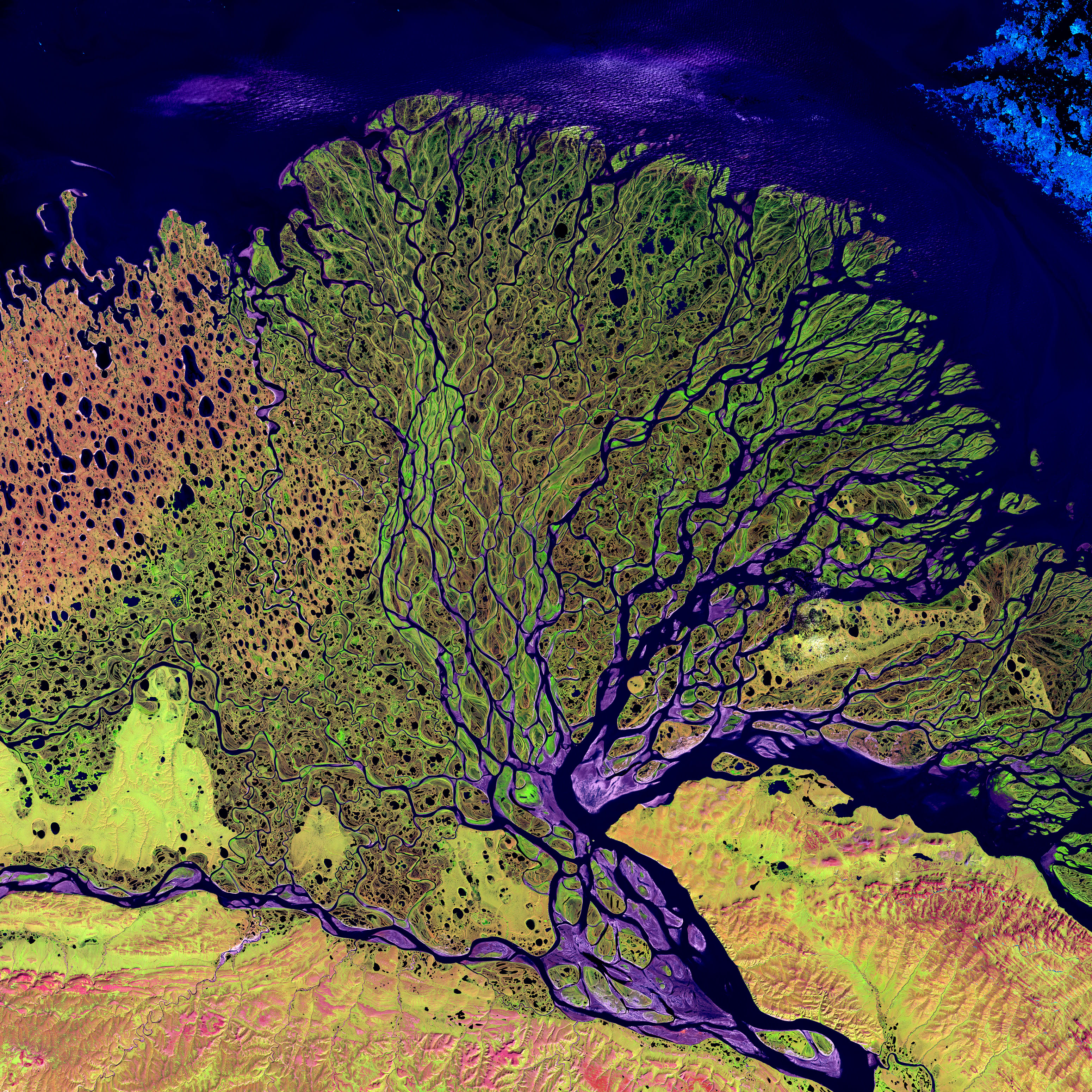
Vùng đồng bằng châu thổ sông Lena, chụp từ Landsat năm 2000

Khoảng 150 km từ cửa sông thì bắt đầu vùng đồng bằng châu thổ rộng lớn của sông Lena. Ở phần bắt đầu của nó là đảo Stolbovoi – phần còn lại của các đảo đã bị nước rửa trôi của dãy Kharaulakh. Châu thổ sông Lena – một trong những đồng bằng châu thổ lớn nhất trên thế giới – với kích thước còn lớn hơn cả vùng đồng bằng châu thổ sông Nin, với diện tích khoảng 30.000 km². Tại đây có vô số các đảo lớn nhỏ, sông nhánh và hồ, ở cao độ thấp và bị ngập úng về mùa lũ, không ngừng thay đổi hình dạng. Chỉ có ba nhánh sông chính đổ ra tới biển mà không bị cắt ngang là: xa nhất về phía tây là sông Olenek, giữa: sông Trofimov và xa nhất về phía đông là sông Bykov. Tất cả các nhánh sông này đều thuận lợi cho giao thông thủy, nhưng có ý nghĩa nhất là Bykov dài 130 km, mà theo đó tàu thuyền có thể đi tới vịnh Tiksi, trên bờ của nó là cảng biển của Yakutia – cảng Tiksi.
Do có thời tiết khắc nghiệt, hai bờ sông Lena có dân cư rất thưa thớt. Từ điểm dân cư này tới điểm dân cư khác là khoảng cách hàng trăm kilômét rừng taiga, và chỉ gần Yakutsk thì người ta mới thấy có sự sống của loài người. Ở các điểm dân cư đông đúc hơn, trên sông là các loại tàu thuyền gắn máy, sà lan cũng như các tàu khách lớn. Con sông này là tuyến vận chuyển đường thủy chính của Yakutia, điểm bắt đầu vận tải thủy trên sông Lena có thể coi là bến tàu Kachuga, nhưng cho tới tận bến tàu Osetrov thì chỉ có các tàu thuyền nhỏ, còn chỉ sau bến tàu này thì mới có thể coi là đường thủy thật sự ra đại dương.
Các nguồn nước nuôi dưỡng chính của sông Lena và các chi lưu của nó là tuyết tan và nước mưa. Do băng giá vĩnh cửu nên nguồn nước ngầm là rất hạn chế. Chế độ thủy văn chung của sông Lena là lũ băng mùa xuân, một vài trận lũ lớn về mùa hè và mực nước thấp về mùa thu-đông. Hiện tượng băng trôi mùa xuân thường kèm với ùn tắc băng. Sông Lena bị đóng băng theo trình tự từ hạ lưu tới thượng nguồn.
Một số lớn các nhà nghiên cứu cho rằng tên gọi sông Lena có nguồn gốc từ tên gọi trong tiếng Evenk Elyu-Ene, nghĩa là "sông lớn".

## Tin đồn
Người ta cho rằng Vladimir Ilyich Ulyanov lấy bí danh của mình (Lenin) từ tên sông Lena. Một giả thuyết cho rằng điều này xảy ra sau các sự kiện dẫn tới thảm sát mỏ vàng Lena đối với những người lao động, được quân đội Đế quốc Nga tiến hành vào tháng 4 năm 1912, mặc dù bí danh này có trước khi diễn ra vụ việc đó. Một giả thuyết khác cho rằng việc chọn bí danh này là do hiềm khích cá nhân giữa ông với G. V. Plekhanov, người tự gọi mình là Volgin theo tên gọi của sông Volga. Sông Lena là mạnh hơn và chảy theo hướng ngược lại với sông Volga. Điều này dường như là sự lựa chọn của Ulyanov, tuy nhiên, khi ông sử dụng tên gọi Lenin thì vẫn chưa có mâu thuẫn với Plekhanov.